# Чечулин, Александр Михайлович
Александр Михайлович Чечулин (1932—1991) — советский кинорежиссёр, сценарист и кинооператор.

## Биография
А. М. Чечулин родился в 1932 году.
В 1957 году окончил операторский факультет ВГИКа (мастерская Б. И. Волчека).
С 1965 года — оператор-постановщик киностудии «Ленфильм».
Написал сценарий фильма Жена для метрдотеля и сам же поставил его в 1991 году.
Член Союза кинематографистов СССР (Свердловское отделение).
Ушёл из жизни в 1991 году.

## Фильмография

### Оператор-постановщик
1. 1965 — Первая Бастилия (совместно с Дмитрием Долининым) (Режиссёр-постановщик: Михаил Ершов)
2. 1966 — Республика ШКИД (совместно с Дмитрием Долининым) (Режиссёр-постановщик: Геннадий Полока)
3. 1968 — Мёртвый сезон (Режиссёр-постановщик: Савва Кулиш)
4. 1969 — Голубой лёд (Режиссёр-постановщик: Виктор Соколов)
5. 1970 — Золото высоких Татр (документальный) (совместно с Дмитрием Месхиевым, Николаем Покопцевым, Борисом Тимковским) (Режиссёр-постановщик: Виктор Садовский)
6. 1971 — Расскажи мне о себе (Режиссёр-постановщик: Сергей Микаэлян)
7. 1972 — В чёрных песках (Режиссёр-постановщик: Искандер Хамраев)
8. 1973 — О тех, кого помню и люблю (Режиссёры-постановщики: Анатолий Вехотко, Наталия Трощенко)
9. 1974 — День приёма по личным вопросам (Режиссёр-постановщик: Соломон Шустер)
10. 1975 — Воздухоплаватель (Режиссёры-постановщики: Анатолий Вехотко, Наталия Трощенко)
11. 1976 — Кадкина всякий знает (Режиссёры-постановщики: Анатолий Вехотко, Наталия Трощенко)
12. 1976 — Обычный месяц (Режиссёр-постановщик: Искандер Хамраев)
13. 1977 — Сумка инкассатора (Режиссёр-постановщик: Август Балтрушайтис)
14. 1978 — Соль земли (ТВ) (Режиссёр-постановщик: Искандер Хамраев)
15. 1979 — Пани Мария (Режиссёр-постановщик: Наталия Трощенко)
16. 1979 — Прогулка, достойная мужчин (Режиссёр-постановщик: Анатолий Вехотко)
17. 1980 — Сергей Иванович уходит на пенсию (Режиссёр-постановщик: Соломон Шустер)
18. 1981 — Комендантский час (Режиссёр-постановщик: Наталия Трощенко)
19. 1981 — Личная жизнь директора (Режиссёр-постановщик: Владимир Шредель)
20. 1981 — Личной безопасности не гарантирую… (Режиссёр-постановщик: Анатолий Вехотко)
21. 1982 — Остров сокровищ (ТВ) (Режиссёр-постановщик: Владимир Воробьёв)
22. 1984 — Макар-следопыт (ТВ) (Режиссёр-постановщик: Николай Ковальский)
23. 1985 — Чужие здесь не ходят (ТВ) (Режиссёры-постановщики: Анатолий Вехотко, Роман Ершов)
24. 1986 — Сошедшие с небес (Режиссёр-постановщик: Наталия Трощенко)
25. 1986 — Тихое следствие (совместно с Владимиром Дьяконовым) (Режиссёр-постановщик: Александр Пашовкин)
26. 1988 — Без мундира (Режиссёр-постановщик: Дмитрий Светозаров)
27. 1988 — Когда отзовётся эхо (Режиссёр-постановщик: Соломон Шустер)
28. 1990 — Канувшее время (Режиссёр-постановщик: Соломон Шустер)
29. 1992 — Тайна (Режиссёр-постановщик: Геннадий Беглов)

### Режиссёр-постановщик
1. 1991 — Жена для метрдотеля

### Сценарист
1. 1991 — Жена для метрдотеля (Режиссёр-постановщик: Александр Чечулин)

### Роль в кино
1. 1981 — Личная жизнь директора — эпизод